# Очкин, Алексей Яковлевич
Алексей Яковлевич О́чкин (род. 1 июля 1922, Лыткино — 16 февраля 2003, Москва) — советский кинорежиссёр и писатель.

## Биография
Родился 1 июля 1922 года в селе Лыткино (ныне Дорогобужский район, Смоленская область). В 1941 году добровольно ушёл на фронт. Начал войну на Дону, участвовал в Сталинградской битве, где возглавлял группу «57 бессмертных», был тяжело ранен. Участвовал в штурме Берлина и освобождении Праги. Получил четыре тяжёлых и четыре лёгких ранения.
Член ВКП(б) с 1944 года. После войны работал на заводе, окончил среднюю школу рабочей молодежи. В 1953 году окончил ВГИК. Участвовал в создании фильма «Сорок первый». Написал несколько книг о войне: «Иван — я, Федоровы — мы», «Четырнадцатилетний истребитель» и др. Член СП СССР.
Умер 16 февраля 2003 года. Похоронен на Миусском кладбище (участок № 2) в Москве.

## Награды
- орден Красного Знамени (31.12.1942)[2];
- орден Отечественной войны I степени (6.11.1985)[3];
- орден Отечественной войны II степени (1.06.1945)[4];
- орден Красной Звезды (17.08.1943)[5];
- медаль «За отвагу» (11.06.1943)[6];
- «почётный житель района Южное Бутово»;
- «почётный гражданин Дорогобужского района» (20.08.2004).

## Публикации
- Очкин А. Я. Уполномоченный комсомола : О пред. колхоза «Заветы Ильича» Серафимовичского района В. Гришине. — М.: Молодая гвардия, 1961. — 80 с.
- Очкин А. Четырнадцатилетний истребитель // Искатель : альманах. — 1966. — № 1 (31). — С. 4—25. — ISSN 0130-6634.
- Очкин А. Я. Шагнувший в бессмертие : Документальная повесть о юном герое Ване Федорове. — М.: Знание, 1966. — 159 с. — (Прочти, товарищ!).
  - . — 2-е изд. — М.: Знание, 1967. — 79 с.
- Очкин А. Я. На круче : Документальная повесть. — М.: Политиздат, 1970. — 159 с. — 100 000 экз.
- Очкин А. Я. Непобежденные : Рассказы / Ил. Ю. Королев. — М.: б.и., 1968. — 48 с. — (Библиотечкачка журнала «Советский Воин»).
- Очкин А. Я. Суровые люди : Повесть и рассказы / Ил. А. А. Беслик. — М.: Советская Россия, 1972. — 176 с.
- Очкин А. Я. Иван — я, Федоровы — мы : Героическая быль. — М.: Детская литература, 1973. — 110 с. Архивировано 11 сентября 2018 года.
  - Иван — я, Федоровы — мы : Героическая быль (об И. Федорове. Для сред. возраста) / Рис. В. Юдина. — 2-е изд. — М.: Детская литература, 1982. — 110 с. — 100 000 экз.
- Очкин А. Я. Про Ваню Федорова : Рассказ для младшего школьного возраста / Рис. М. Петрова. — М.: Малыш, 1980. — 36 с.
- Очкин А. Я. Поздняя весна : Повести и рассказы / Худож. А. Зайцев. — М.: Молодая гвардия, 1986. — 239 с.
- Очкин А. Я. Амбразура : Отрывок из романа. — М.: РБП, 1995. — 7 с. — (Рекламная библиотечка поэзии (50 лет Великой Победы)). — ISBN 5-7612-0275-1.

Пьесы:
- Очкин А. Я. Девушка из Подмосковья. — 1949.
- Очкин А. Я. Крылья жизни. — 1966.
- Очкин А. Я. Старая яблоня : Драма в 3 д. / Отв. ред. Р. Афанасьев. — М.: ВУОАП, 1966. — 94 л. с.
- Очкин А. Я. Шагнувший в бессмертие : Героическая драма в 3 д. / Отв. ред. А. Антокольский. — М.: ВУОАП, 1967. — 85 л. с.
- Очкин А. Я. Иван — я, Федоровы — мы. (Шагнувший в бессмертие) : Трагедия-быль в 2 ч. / Отв. ред. А. Антокольский. — М.: ВУОАП, 1971. — 93 л. с.
- Очкин А. Я. Разрыв. (Ваша точка зрения?) : Драма в 2 ч., 10 карт. / Отв. ред. В. Гроховская. — М.: ВААП, 1976. — 89 л. с.

## Фильмография
- 1958 — Мы из Семиречья
- 1960 — Девушка Тянь-Шаня
- 1977 — Гонки без финиша

## Память
- 3 сентября 2020 года в рамках реализации проекта «Почётный караул» в Московской школе № 1065, состоялось торжественное открытие мемориальной доски, посвященной А. Я. Очкину[7].
- 17 февраля 2023 года в Московской школе № 1065 состоялась торжественная церемония открытия музейной экспозиции «Судьба Героя», посвящённой А. Я. Очкину[8].
- 7 июня 2023 года в Народном музее Волгоградского кадетского корпуса СК России открыта выставка, посвященная А. Я. Очкину[9].